# خور أهل دحاس (المحفد)

تعديل مصدري - تعديل

خور أهل دحاس هي إحدى قرى عزلة المحفد بمديرية المحفد التابعة لمحافظة أبين، بلغ تعداد سكانها 194 نسمة حسب تعداد اليمن لعام 2004.